# Jos van der Vleuten
Jos van der Vleuten, né le 7 février 1943 à Helmond (Pays-Bas) et mort le 5 décembre 2011 à Sosúa (République dominicaine), est un coureur cycliste néerlandais. Son plus grand fait d'armes est d'avoir gagné le classement par points du Tour d'Espagne en 1966.

## Biographie
Jos van der Vleuten compte trois victoires d'étapes sur le Tour d'Espagne : une en 1967, une en 1970 et une en 1972 alors qu'il avait auparavant gagné le classement par points en 1966 sans remporter d'étapes.
Il finit cinquième lors du championnat du monde de cyclisme sur route en 1967, mais il est disqualifié pour dopage.

## Palmarès

### Palmarès amateur
- 1964
  - 5e étape de l'Olympia's Tour
  - 7e étape du Tour d'Autriche
  - 1reb, 3e et 4e étapes du Tour du Saint-Laurent
  - 2e de l'Olympia's Tour
  - 2e du Tour d'Overijssel
  - 9e du championnat du monde sur route amateurs

### Palmarès professionnel
- 1965
  - 3e du Circuit Het Volk
- 1966
  -  Classement par points du Tour d'Espagne
  - 3ea étape du Tour de France (contre-la-montre par équipes)
  - Grote Prijs Dr. Eugeen Roggeman
  - 3e de la Flèche brabançonne
- 1967
  - 14e étape du Tour d'Espagne
  - 2e du Grote Prijs Dr. Eugeen Roggeman
  - 3e du Tour de Sardaigne
- 1968
  - 2e de Sassari-Cagliari
- 1969
  - 6e étape de Paris-Nice
  - 2e de la Flèche brabançonne
  - 2e du Tour du Limbourg
- 1970
  - 5ea étape de la Semaine catalane
  - 19ea étape du Tour d'Espagne
  - 4e étape du Grand Prix du Midi libre
  - Grand Prix de la ville de Vilvorde
  - 2e de la Maaslandse Pijl
  - 3e du championnat des Pays-Bas sur route
- 1971
  - 2e du Tour d'Andalousie
- 1972
  -  Champion des Pays-Bas du contre-la-montre par équipes
  - Prologue du Tour d'Andalousie
  - 7e étape du Tour d'Espagne
  - 2e du Grand Prix de Wallonie
- 1973
  - 2e de Polder-Kempen

### Résultats dans les grands tours

#### Tour de France
6 participations
- 1966 : 75e
- 1967 : 67e
- 1968 : abandon (1reb étape)
- 1970 : 44e
- 1971 : 30e
- 1972 : 73e

#### Tour d'Espagne
4 participations
- 1966 : 17e,  vainqueur du classement par points
- 1967 : 50e, vainqueur de la 14e étape
- 1970 : 38e, vainqueur de la 19ea étape et du classement des sprints spéciaux
- 1972 : 32e, vainqueur de la 7e étape